# Kabinda (stad)
Kabinda is een stad in het zuidoosten van de Democratische Republiek Congo en is de hoofdplaats van de provincie Lomami.
De stad ligt op een hoogte van 845 meter. Kabinda telde in 2012 naar schatting 219.000 inwoners. De plaatselijke officiële taal is het Luba-Kasai.
Ten oosten van de stad bevindt zich de luchthaven van Tunta met een grasstrip van 1.500 m.
De stad is ook de bisdomszetel van het gelijknamig rooms-katholiek bisdom, suffragaan aan het Aartsbisdom Kananga.
De stad was een slagveld in de Congolese Burgeroorlog bij een treffen van Congolese regeringstroepen en Rwandese rebellen die de westelijker gelegen mijngebieden met diamant rond Mbuji-Mayi trachten te bereiken. Het regeringsleger hield twee jaar stand in de stad met de Rwandese rebellen die de stad belegerden.
Sankuru · Bas-Uele · Kongo Central · Kwango · Kwilu · Mai-Ndombe · Kinshasa · Kasaï · Lulua · Kasaï oriental · Lomami · Maniema · Zuid-Kivu · Noord-Kivu · Ituri · Haut-Uele · Tshopo · Noord-Ubangi · Mongala · Zuid-Ubangi · Evenaarsprovincie · Tshuapa · Tanganyika · Haut-Lomami · Lualaba · Haut-Katanga